# Marina di Massa
Marina di Massa è una frazione del comune italiano di Massa, nella provincia di Massa-Carrara, in Toscana, nota per essere un rinomato centro balneare della costa apuana.

## Geografia fisica
Il litorale di Massa si estende su una superficie di circa 20 km² della costa apuana che comprende storicamente le località di Poveromo, Ronchi, Marina di Massa (da cui parte un pontile in muratura lungo circa 230 m), Bondano, Ricortola, Partaccia, andando a formare un'unica area urbana (detta comunemente Marina di Massa) che confina a sud con la frazione Cinquale, appartenente al comune di Montignoso, e a nord con Marina di Carrara, nel comune di Carrara. Consta di spiagge prevalentemente sabbiose. La frazione dista circa 4,50 km da Massa e si trova in corrispondenza dello sbocco del fiume Frigido. Per gli amanti del "walking" vi sono peraltro possibilità di effettuare passeggiate lungo le piste pedonali che costeggiano il Frigido.
Le strutture residenziali e ricettive di Marina di Massa sono distribuite nelle vicinanze del litorale e della pineta che attraversa una lunga fascia poco distante dal lungomare.

## Storia
La zona era anticamente paludosa e malsana; fu oggetto di insediamenti solo a partire dal XVI secolo, come gran parte della vicina Versilia. In quel periodo, infatti, iniziarono i primi interventi di bonifica, che vennero continuati nel Settecento e che furono definitivamente conclusi solo nel 1843-45. Dalla fine Ottocento e dai primi del Novecento, Marina di Massa è interessata dal turismo balneare. La cittadina, inizialmente luogo di villeggiatura delle famiglie massesi oltre che di ricche famiglie del nord Italia che avevano costruito importanti ville lungo la costa, è diventata un apprezzato luogo turistico grazie alla caratteristica posizione geografica tra mare e monti. La realizzazione di condomini, alcuni dei quali di grandi dimensioni, ha trasformato la cittadina in uno dei quartieri residenziali di Massa.

## Monumenti e luoghi d'interesse
La moda della balneazione a cavallo tra fine Ottocento e primi del Novecento coinvolse anche Marina di Massa che, prima ancora di dotarsi di un vero e proprio lungomare, vide la nascita dei primi stabilimenti balneari e divenne la sede di villini aristocratici costruiti secondo lo stile Liberty allora in voga. Tra i più significativi si ricordano Villa Corsi, Villa Doria e Villa Franca. Nello stesso periodo sorgeva per accogliere i bagnanti lo storico Hotel Italia.
Marina di Massa subì un forte sviluppo anche nell'epoca del fascismo, quando divenne sede di colonie di villeggiatura per i figli dei lavoratori delle grandi industrie del Nord-Italia. La più importante, tuttora utilizzata, è l'ex Torre Balilla (oggi Torre Marina), costruita dalla Fiat nel 1933, che ancora oggi domina il panorama litoraneo con la sua mole. Altre colonie sono la grande Colonia Torino o la monumentale Colonia Ettore Motta (entrambe attualmente abbandonate e fatiscenti). Più recente (e di dimensioni più contenute) è la Colonia Olivetti, anch'essa in abbandono.

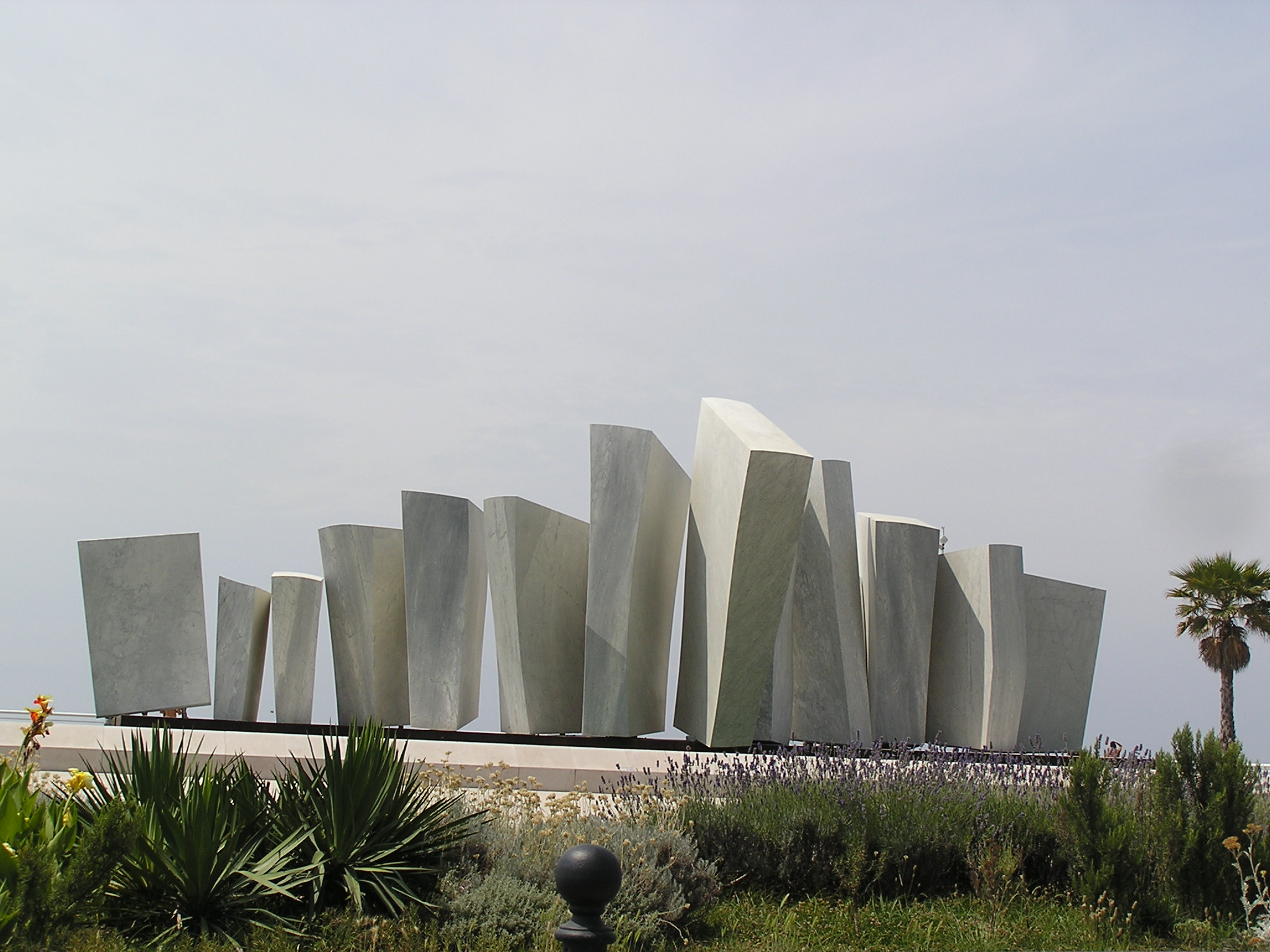
Le Vele.

Tra le architetture più recenti degne di nota, c'è l'edificio condominiale di viale Roma, opera di Ettore Sottsass.
In piazza Bad Kissingen si trova un monumento di grandi dimensioni denominato "Le Vele", progettato dallo scultore Pino Castagna.
Nella chiesa parrocchiale dei Servi di Maria è conservata una scultura in marmo di Carrara di Tommaso Gismondi, il Cenacolo (1971).

## Economia

### Turismo
Nell'economia del territorio di Marina di Massa è molto importante l'attività turistica che raggiunge il suo apice nell'estate. Sono infatti numerose le strutture turistiche (stabilimenti balneari, discoteche, pub, hotel e campeggi) atte ad accogliere turisti italiani e stranieri. Storicamente le località della zona nord, confinanti con Marina di Carrara, (Bondano, Ricortola, Partaccia) sono considerate più popolari, con numerosi campeggi e colonie (la Colonia Marina Edoardo Agnelli (ora Torre Marina) e, in passato, la Colonia Olivetti, la Colonia Torino ed infine la Colonia Ettore Motta). Viceversa il centro di Marina di Massa e le località della zona sud, Ronchi e Poveromo, hanno caratteristiche molto simili a quelle della vicina Versilia, con pinete, residenze, hotel e stabilimenti balneari di lusso (nella zona di Poveromo si trovano i bagni La Romanina di Gianluigi Buffon e la Jungla di Cristiano Zanetti).

## Il litorale
La caratteristica della zona, unica forse sull'intera costa toscana, è che, a differenza delle riviere attigue, lungo i quasi 8,5 km di litorale, sono presenti più di una decina di scogliere artificiali perpendicolari alla costa, che partono dalla spiaggia e si inoltrano nel mare per un centinaio di metri, larghe dai 6 ai 10 metri e distanti tra loro 200 m circa, tali da placare il fenomeno dell'erosione che altrimenti avrebbe di fatto cancellato le spiagge. Basti pensare che, nel XX secolo, dopo la creazione del porto commerciale di Carrara, le coste sabbiose della zona sono arretrate di una quarantina di metri. Le scogliere si ergono per un metro in media sul pelo dell'acqua, mentre vi sono tamponamenti sempre in blocchi di pietra, parzialmente sommersi e paralleli alla costa, ad una distanza pari alla lunghezza delle scogliere.
Da Marina di Massa parte un viale di grandi dimensioni che collega tutta la costa fino a Viareggio. Una pista ciclabile collega Marina di Massa con Forte dei Marmi. Nella zona centrale cosiddetta del Pontile (ex ponte caricatore Cuturi) sono ancora presenti alcuni storici stabilimenti balneari (qui chiamati "Bagni") la cui concessione demaniale risale ad oltre un secolo fa.

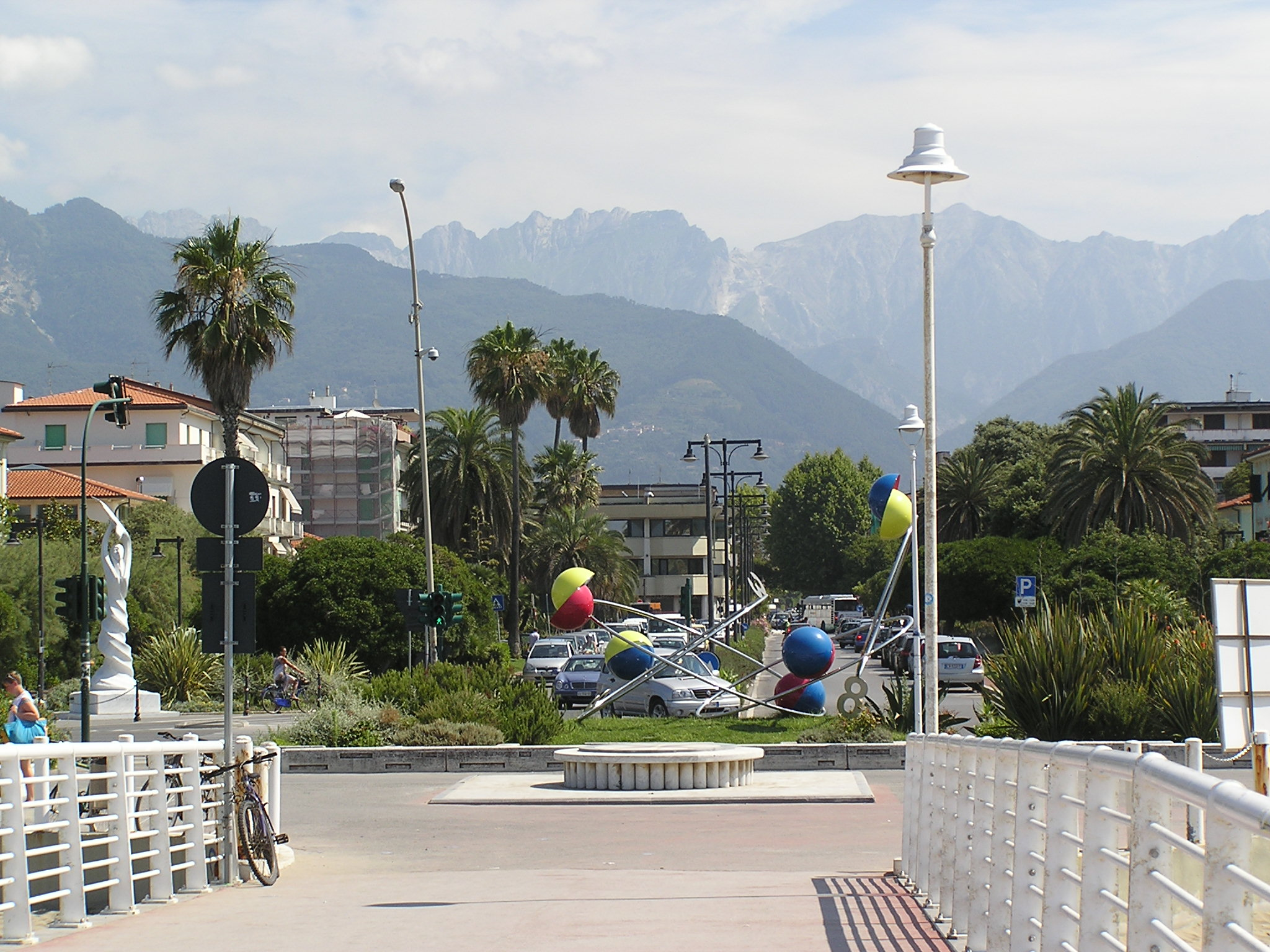
Lo spiazzo di fronte al pontile (2011)
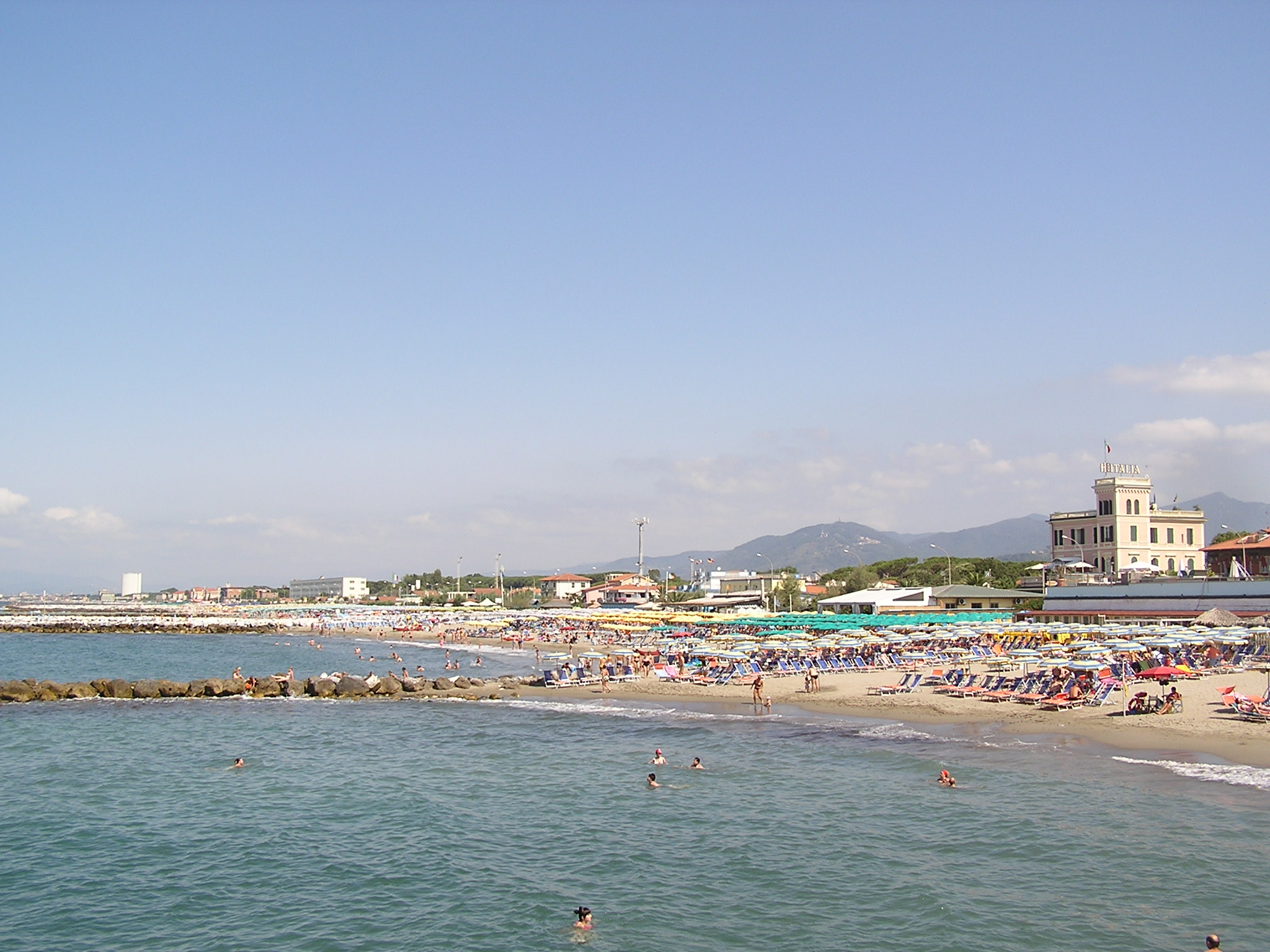
Un tratto del litorale, visto dal pontile

Il pontile, oltre ad offrire una passeggiata suggestiva sul mare guardando le montagne che vi si specchiano, è anche un punto di ritrovo degli amanti della pesca soprattutto durante le mareggiate dove vengono posizionate e calate delle reti dette "bilance", e nel periodo estivo è il luogo da cui partono le imbarcazioni per le gite marittime verso la vicina Liguria. Nella notte fra il 28 ed il 29 gennaio 2025, una nave cargo, la Guang Rong, in rada nei pressi del porto di Marina di Carrara, ruppe gli ormeggi, andando alla deriva contro il pontile e abbattendo la rotonda finale.
Nel 2010 l'aiuola antistante il pontile è stata occupata da una scultura che ha diviso l'opinione pubblica tra favorevoli all'opera e contrari; questi ultimi volevano che l'opera fosse rimossa in modo tale da ripristinare l'aspetto originario della piazzetta.

Nel 2023 (nel corso di un restyling fra Piazza Francesco Betti, Lungomare di Ponente e Viale Amerigo Vespucci) la scultura è stata rimossa e posizionata di fronte alla stazione ferroviaria di Massa Centro. Tuttavia è stato completamente stravolto l'aspetto originario della piazzetta, con l'installazione di una fontana, frontalmente all'ingresso del pontile, che ha diviso nuovamente l'opinione pubblica.

## Infrastrutture e trasporti
Il collegamento con Massa è assicurato dalla direttrice stradale via San Leonardo/via Marina Vecchia e dalla direttrice Viale Roma, servite da autocorse in servizio pubblico svolte dalla società ATN Srl, gruppo CTT Nord.
Dal 1890 al 1935 la frazione era inoltre servita dalla tranvia di Massa, una linea a scartamento metrico con trazione a vapore che movimentava le merci e i passeggeri lungo la vallata del fiume Frigido, dalla località Forni fino all'abitato di Marina di Massa, ai tempi della costruzione della linea denominato marina di San Giuseppe, passando per il centro cittadino. Da quest'ultimo aveva origine una breve diramazione di collegamento con la stazione ferroviaria.
A Marina di Massa la linea raggiungeva la piazza principale, dove una serie di binari consentivano le manovre di attestamento della locomotiva e lo stazionamento dei carri merci per le operazioni di carico e scarico.

## Sport
Marina di Massa presenta all'interno del suo territorio diverse realtà sportive (campi da tennis, campi da calcio e calcetto, maneggi, laghetti per la pesca sportiva e circoli velici).
Sono inoltre presenti 5 squadre di calcio che partecipano ai campionati dilettanti: la Tirrenia (seconda categoria), che gioca e si allena nella zona dei Ronchi, il Marina di Massa (terza categoria), il Poveromo (seconda categoria) e il Ricortola (seconda categoria) e la Virtus Marina di Massa (che partecipa al Campionato di Promozione Regionale e per questo la squadra più importante del litorale) gioca le sue gare casalinghe al Campo di Romagnano, la Virtus Marina di Massa ha nel suo organico anche una squadra Femminile (settore in evoluzione per la Società Nero verde) partecipante Anch'esso al Campionato di Promozione Femminile regionale.
A livello di scuola calcio giovanile sono presenti la Tirrenia, il Ricortola (squadra affiliata al Milan) e il Poveromo.
Con riferimento al ciclismo sono numerose le corse agonistiche e amatoriali che transitano per il lungomare.

## Galleria d'immagini

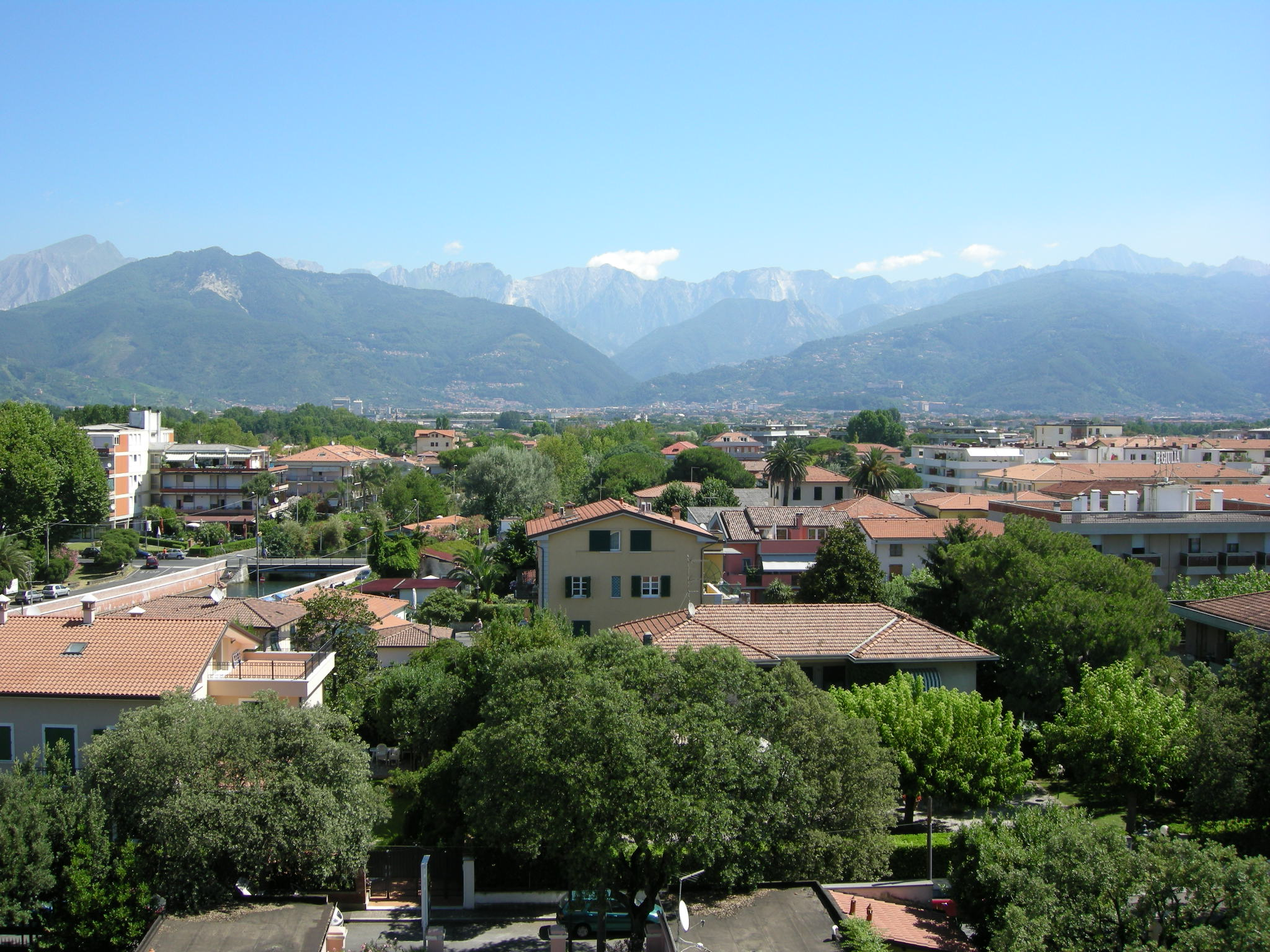
Vista con le Alpi Apuane sullo sfondo
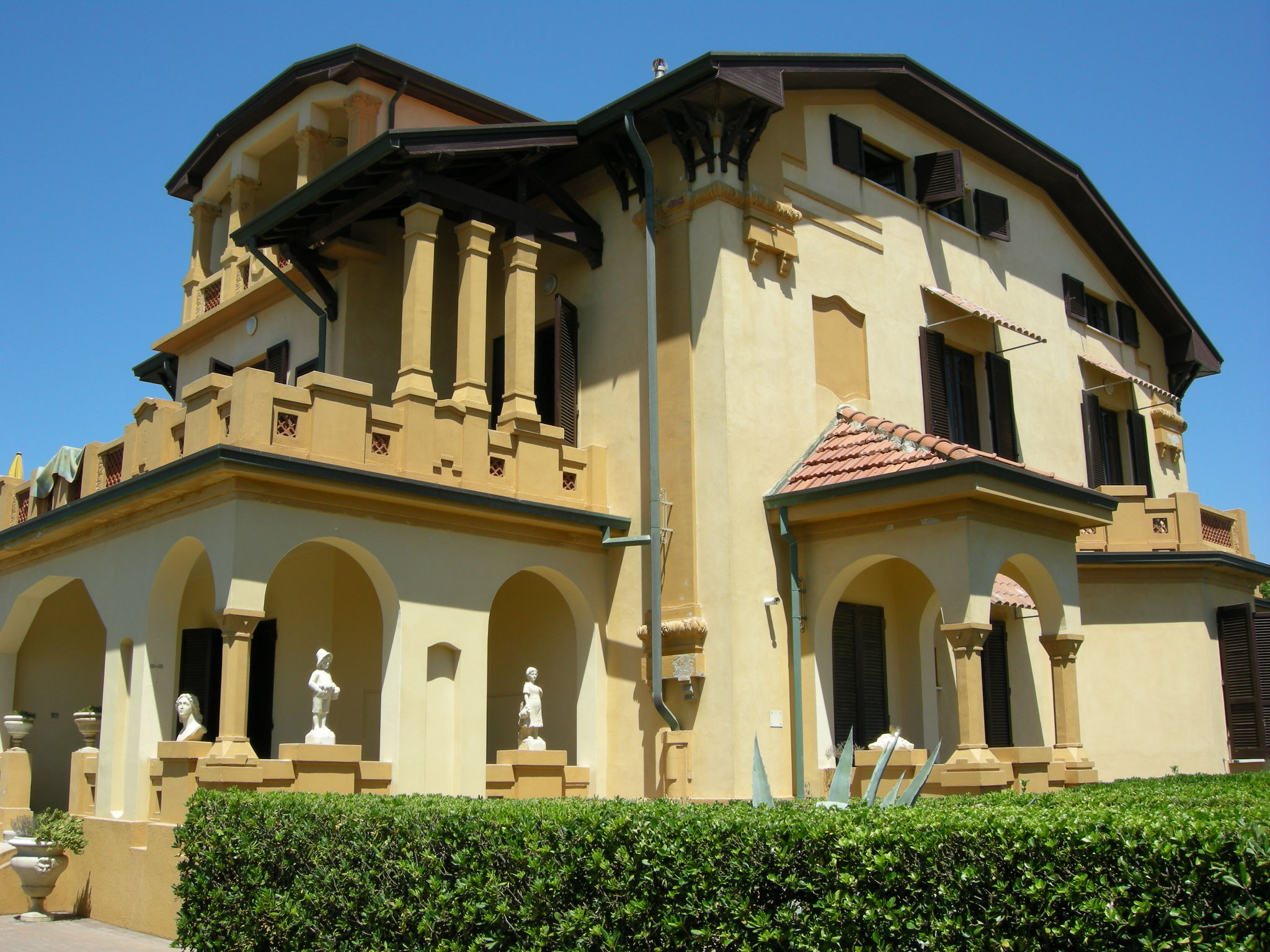
Villa Belmare, Partaccia
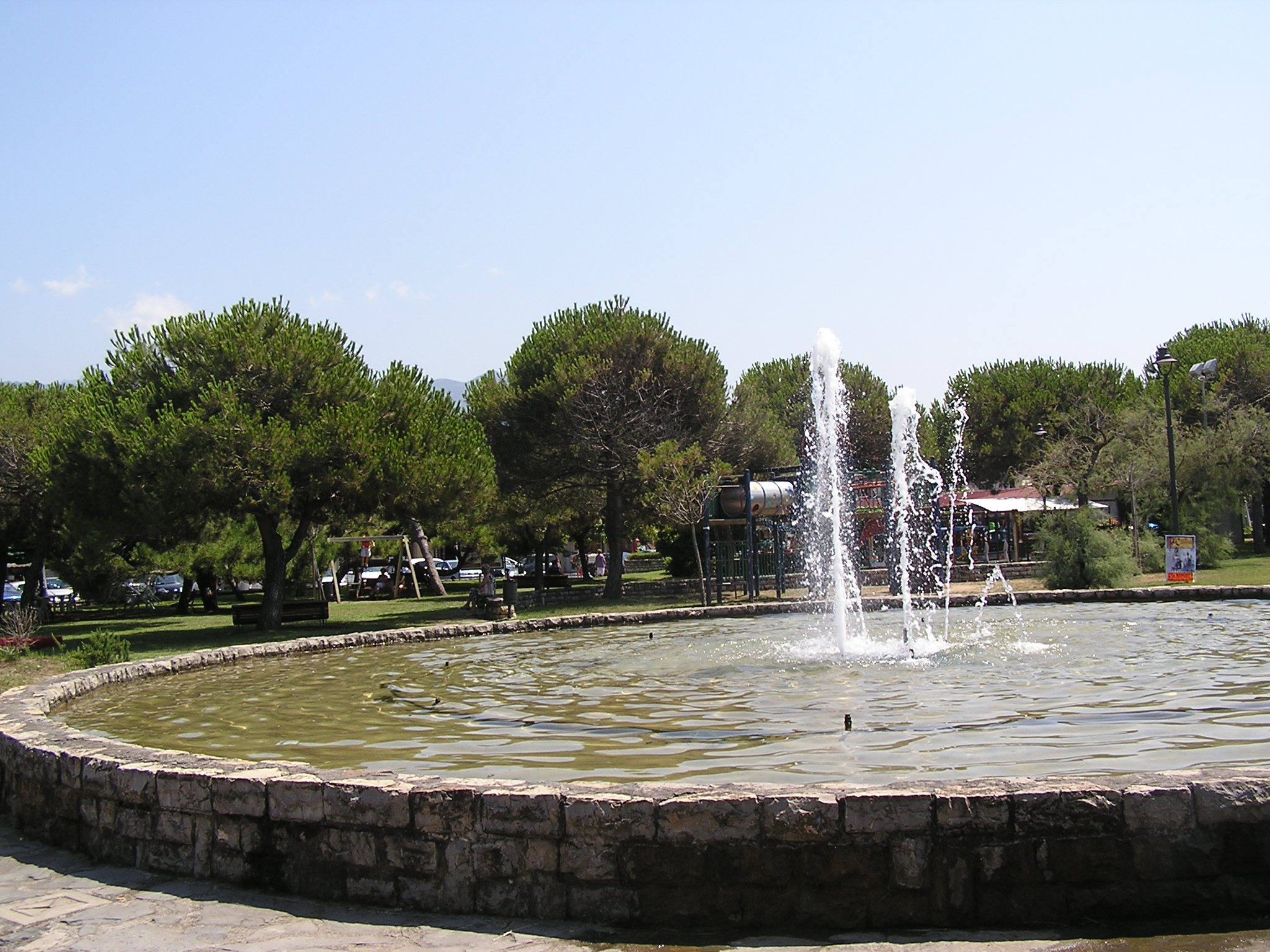
Piazza dei Ronchi, Marina dei Ronchi di Apuania
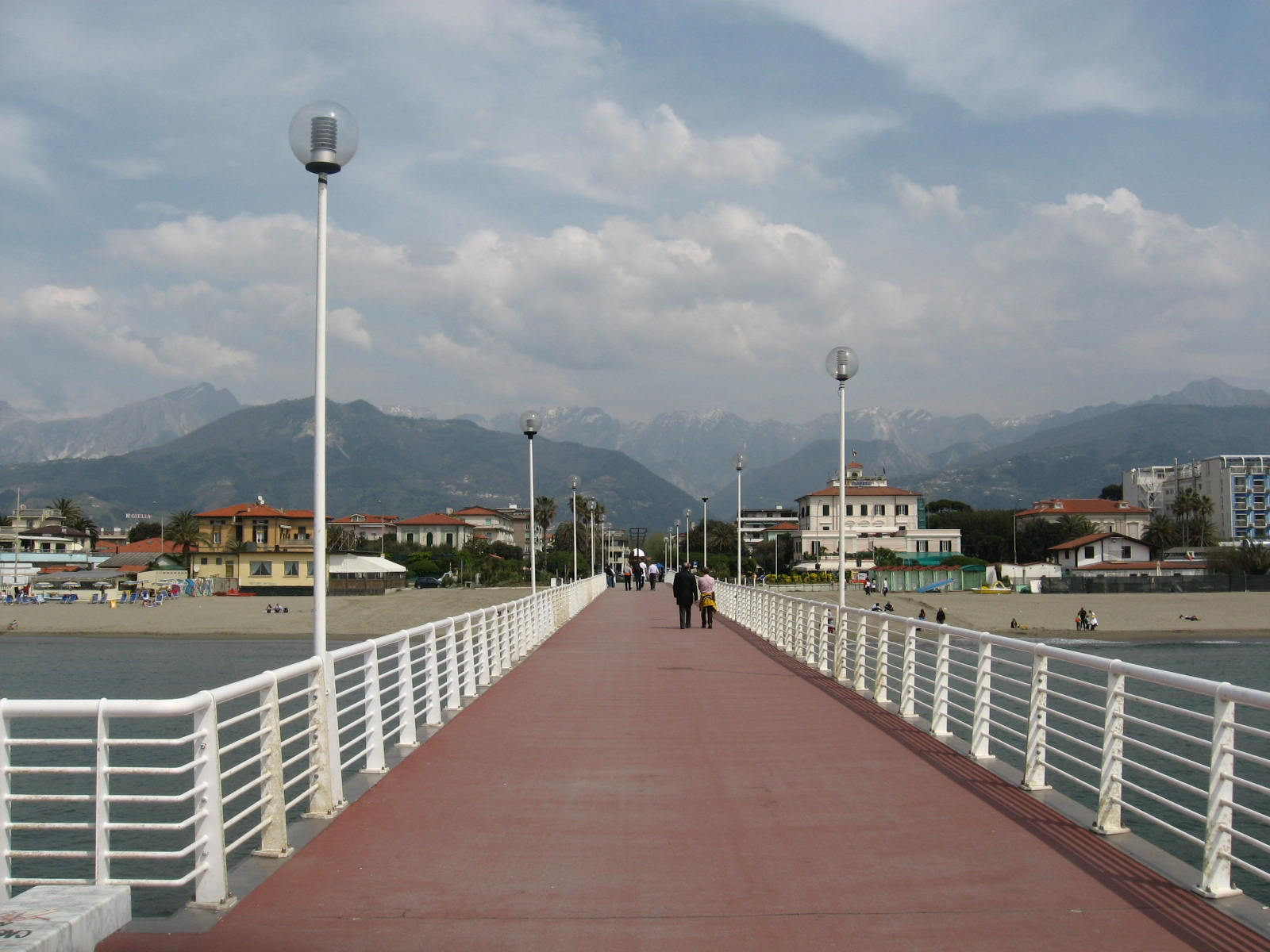
Altra veduta del pontile
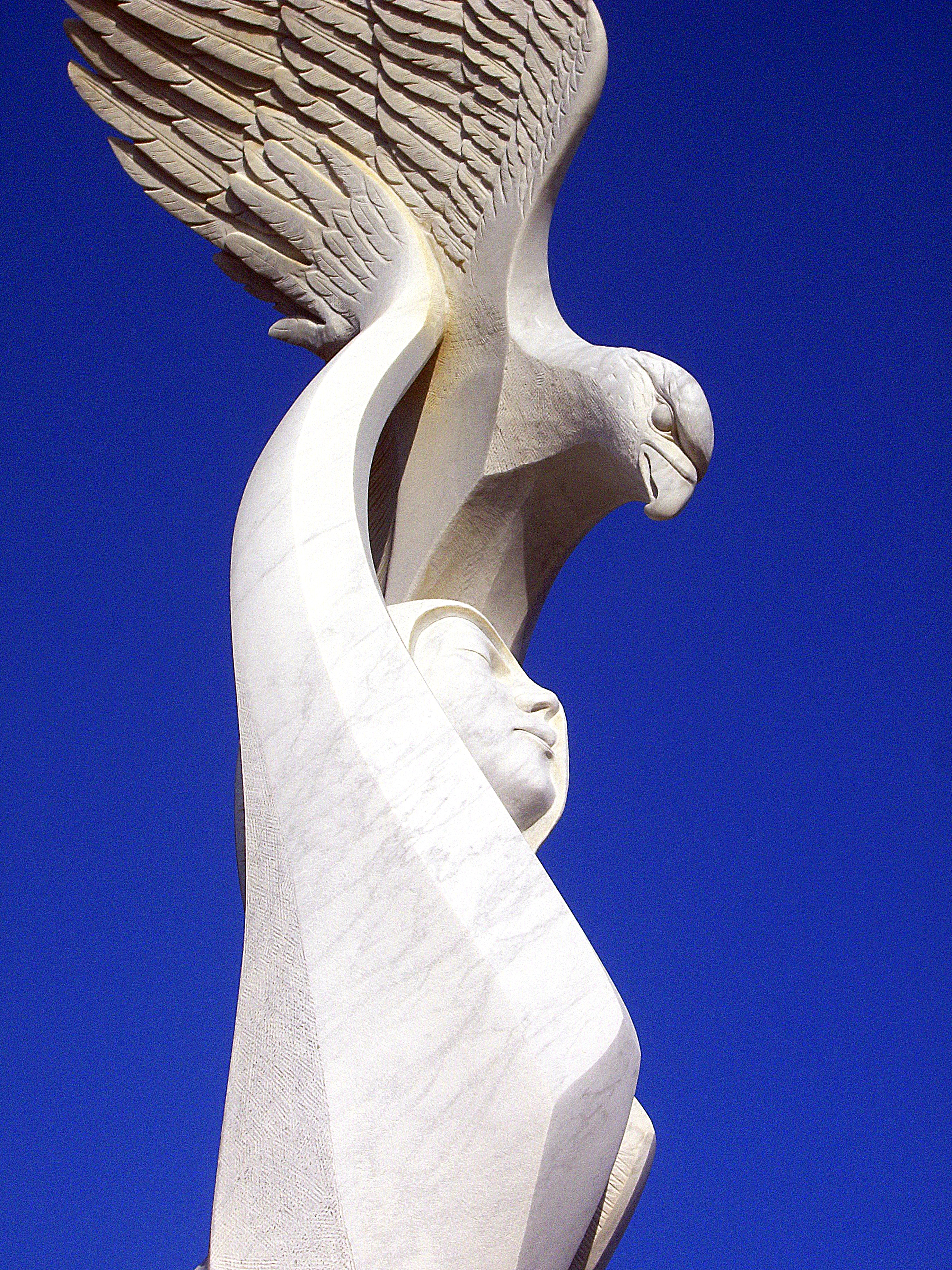
"Evoluzione" di Alessandro Mosti Indian Sculptor
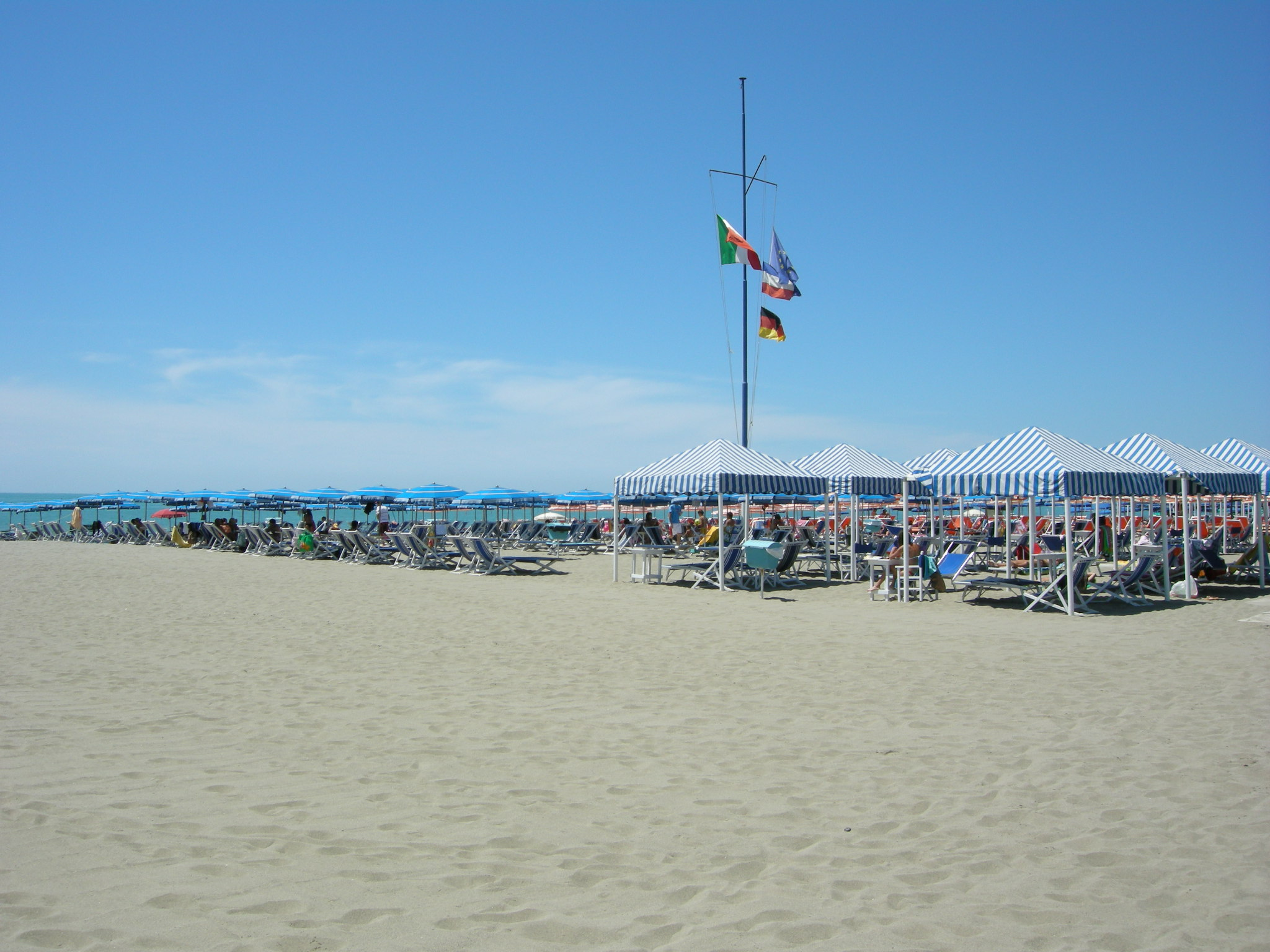
Spiaggia a Poveromo
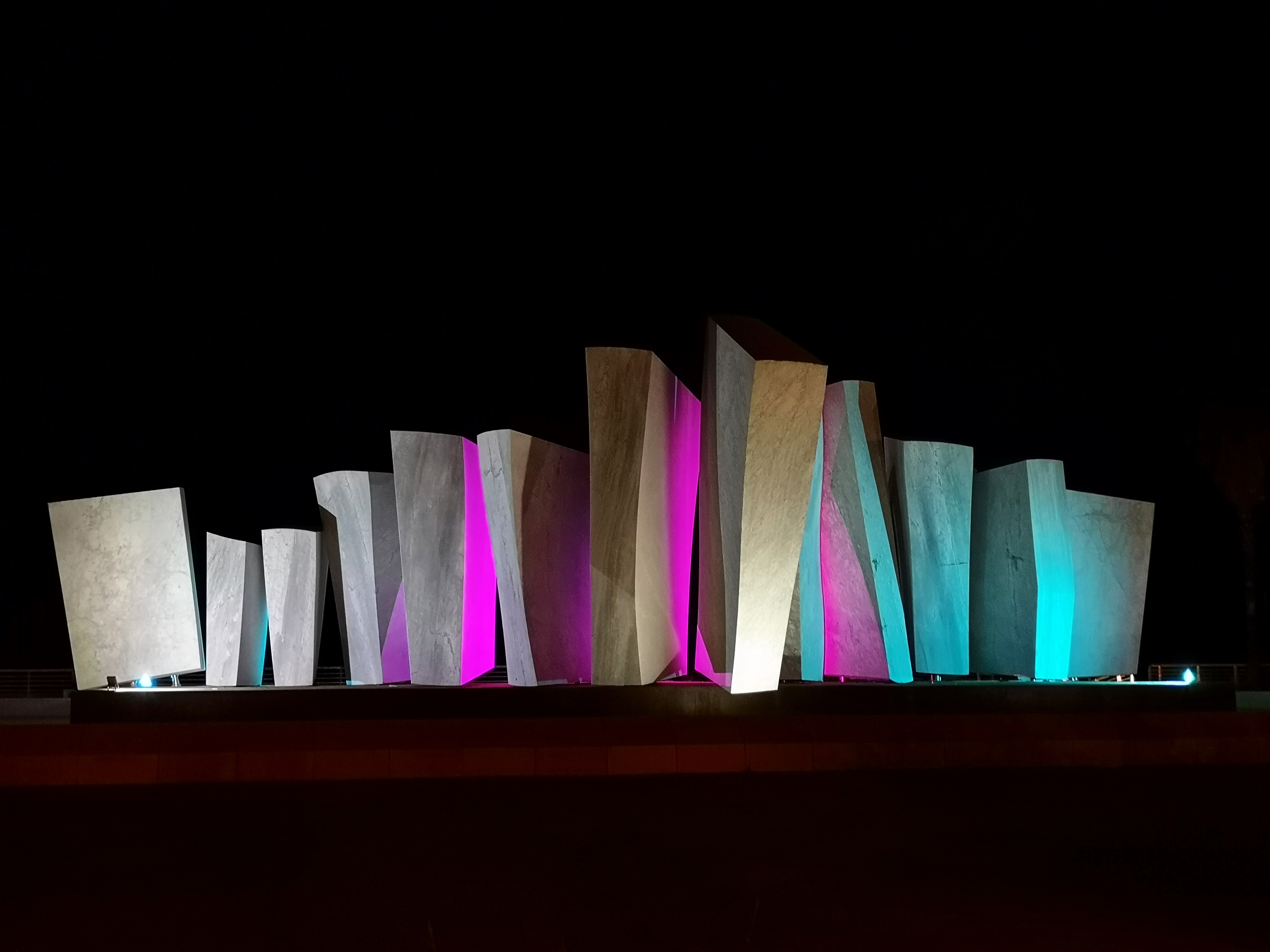
Le Vele di notte
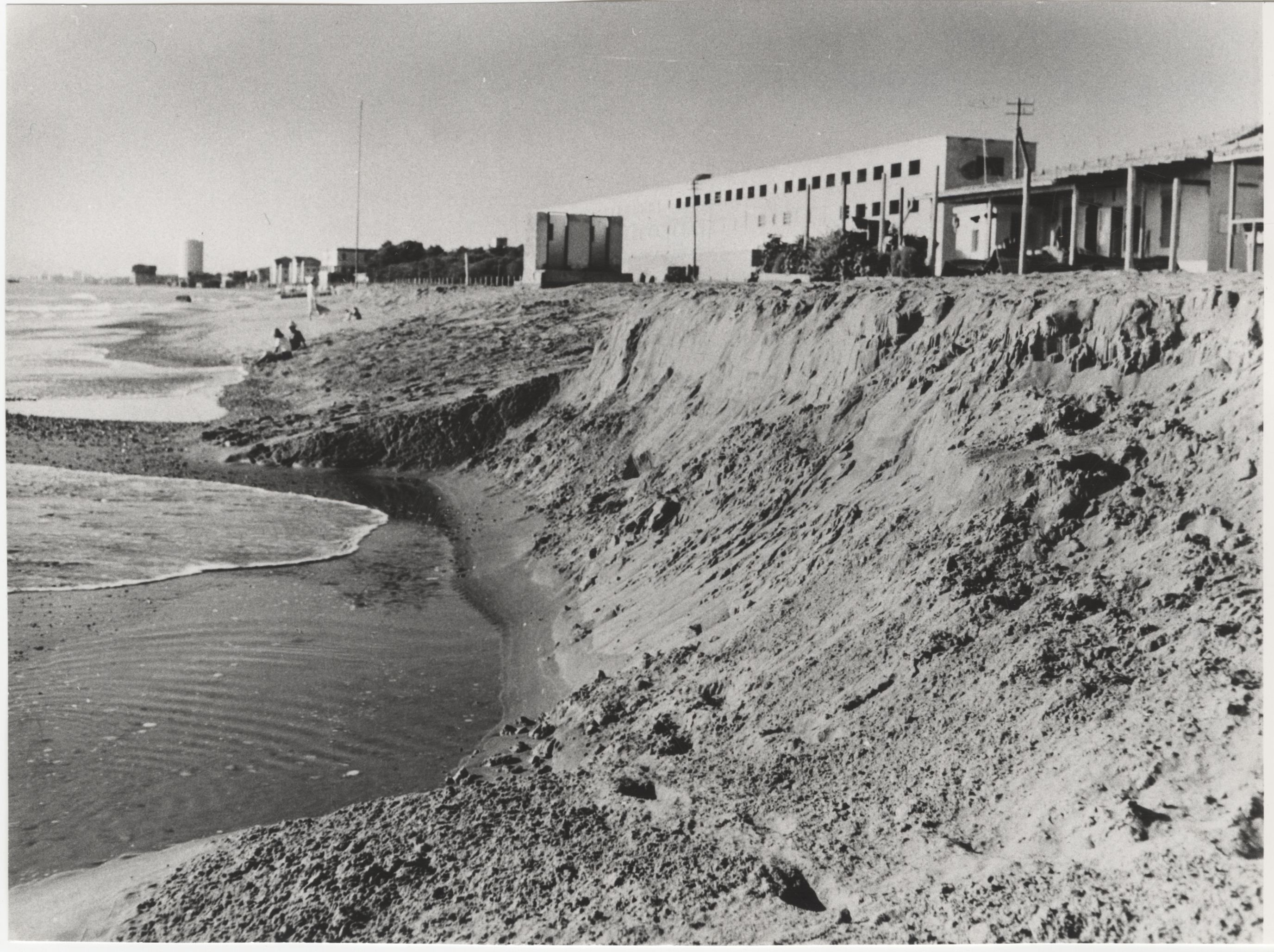
Erosione del litorale nel 1959